# Ruslana Litvinov
Ruslana Litvinov (* 22. August 2007 in Wetzlar) ist eine deutsche Handballspielerin, die bei der HSG Blomberg-Lippe in der Bundesliga zum Einsatz kommt.

## Karriere

### Im Verein
Litvinov begann das Handballspielen im Alter von vier Jahren beim TV Aßlar und wechselte in der E-Jugend zum TuS Vollnkirchen. In der Saison 2022/23 lief die Rückraumspielerin neben der B-Jugend des TuS Vollnkirchen auch per Doppelspielrecht für die Frauenmannschaft der HSG Gedern/Nidda auf, die in der 3. Liga antrat. Im Sommer 2023 wechselte sie zur HSG Blomberg-Lippe. Bei der HSG Blomberg-Lippe lief sie anfangs für die zweite Damenmannschaft in der 3. Liga sowie im Jugendbereich auf. In der Saison 2024/25 läuft Litvinov zusätzlich für die Erstligamannschaft der HSG Blomberg-Lippe auf, für die sie im DHB-Pokal, der EHF European League und in der Bundesliga Spielpraxis sammelt.

### In Auswahlmannschaften
Litvinov gehörte dem Kader der Hessenauswahl an. Mit der Auswahlmannschaft des Jahrgangs 2006 belegte sie den dritten Platz beim Deutschland Cup 2022 und ein Jahr später mit der Auswahlmannschaft des Jahrgangs 2007 den fünften Platz. Mit der deutschen Jugendnationalmannschaft gewann sie die Bronzemedaille bei der U-17-Europameisterschaft 2023. Litvinov wurde am Turnierende als beste Abwehrspielerin in das All-Star-Team der Europameisterschaft gewählt. Bei der U-19-Europameisterschaft 2025 gewann sie mit der deutschen Auswahl den Titel.